# Alice Towers
Alice Towers (Worcester, 12 oktober 2002) is een Brits wielrenster. Ze werd Brits nationaal kampioene op de weg in 2022.

## Overwinningen
2022
 Brits kampioene op de weg

## Resultaten in voornaamste wedstrijden
| Jaar | Ronde van Italië | Ronde van Frankrijk | Ronde van Spanje |
| ---- | ---------------- | ------------------- | ---------------- |
| 2021 |                  |                     |                  |
| 2022 |                  |                     |                  |
| 2023 |                  | 44e                 | 35e              |
| 2024 |                  | 89e                 |                  |
| 2025 | 66e              |                     |                  |

| Jaar | Ronde van Vlaanderen | Parijs-Roubaix | Amstel Gold Race | Luik-Bast.‑Luik | Strade Bianche |  | WK op de weg |
| ---- | -------------------- | -------------- | ---------------- | --------------- | -------------- |  | ------------ |
| 2021 |                      |                |                  | 60e             |                |  |              |
| 2022 | 43e                  |                | 97e              | 71e             |                |  | 60e          |
| 2023 |                      | 23e            |                  | 78e             |                |  |              |
| 2024 | 79e                  | 58e            |                  |                 | opgave         |  | 32e          |
| 2025 | 80e                  |                | 87e              |                 | 38e            |  |              |

## Ploegen
- 2020 –  Eneicat-RBH Global (stagiaire vanaf 1 augustus)
- 2021 –  Drops-Le Col s/b TEMPUR.
- 2022 –  Le Col-Wahoo
- 2023 –  Canyon//SRAM Racing
- 2024 –  Canyon//SRAM Racing
- 2025 –  CANYON//SRAM zondacrypto

Bennett · Christian · Christmas · Van der Duin · Van 't Geloof · Martins · Meakin · Moberg · Lowden · Olsen · Penton · Smekal · Tacey · Towers
Van Agt (vanaf 1/5) · Christian · Van der Duin · Van 't Geloof · Holden · King · Martins · Merino · Moberg · Perkins · Tacey · Towers · Vandenbulcke · Verhulst
Bäckstedt (vanaf 1/9) · Bauernfeind · Bossuyt · Bradbury · Chabbey · Cromwell · van der Duin · Dygert · Niedermaier · Niewiadoma · Paladin · Rooijakkers · Roy · Skalniak-Sójka · Towers
Bäckstedt · Bauernfeind · Bossuyt · Bradbury · Chabbey · Cromwell · Czapla · van der Duin · Dygert · Morrice · Niedermaier · Niewiadoma · Paladin · Skalniak-Sójka · Towers
Aintila · Bäckstedt · Bauernfeind · Bradbury · Consonni · Cromwell · Czapla · van der Duin · Dygert · Klöser · Kolesava · Martins · Niedermaier · Niewiadoma · Paladin · Skalniak-Sójka · Towers · Uttrup Ludwig